# 波洛茨克统治者列表
这是一份波洛茨克统治者的列表。

## 简介
波洛茨克是中世纪罗斯境内斯拉夫人建立的一个公国。最早的时候，这里似乎由外来的诺曼人（在俄国历史上称为瓦良格人）统治。约980年，留里克王朝的诺夫哥罗德王公弗拉基米尔·斯维亚托斯拉维奇在争夺基辅大公公位的过程中征服了这一地区。
他先是派遣使节到波洛茨克的诺曼王公罗格沃洛德那里去，要求和罗格沃洛德的女儿罗格涅达结婚；在遭到拒绝之后，便以武力进攻这座城市。波洛茨克很快陷落，弗拉基米尔·斯维亚托斯拉维奇当着罗格涅达父母的面强奸了她，随后杀死了其父母。罗格涅达和弗拉基米尔·斯维亚托斯拉维奇所生的儿子伊贾斯拉夫·弗拉基米罗维奇成为波洛茨克历代王公的始祖。
在11世纪~13世纪罗斯封建分裂时期，波洛茨克的公爵们扩大了自己的领地。在13世纪蒙古人征服罗斯后，波洛茨克被立陶宛大公国吞并，与罗斯其他公国失去了联系。从此这一地区走上了与俄罗斯不同的发展道路，最终形成了今天的白俄罗斯。

## 历代王公
- 罗格沃洛德（英语：Rogvolod） 945年~ 978年
- 伊贾斯拉夫·弗拉基米罗维奇 987年 - 1001年
- 弗谢斯拉夫·伊贾斯拉维奇 1001年 - 1003年
- 布里亚奇斯拉夫·伊贾斯拉维奇 1003年 - 1044年
- 弗谢斯拉夫·布里亚奇斯拉维奇 1044年 - 1068年
- 姆斯季斯拉夫·伊贾斯拉维奇 1069年
- 斯维亚托波尔克·伊贾斯拉维奇 1069年 - 1071年
- 弗谢斯拉夫·布里亚奇斯拉维奇 1071年 - 1101年
- 罗曼·弗谢斯拉维奇 1101年 - 1116年
- 格列布·弗谢斯拉维奇 1116年 - 1119年
- 鲍里斯·弗谢斯拉维奇 1119年 - 1127年
- 达维德·弗谢斯拉维奇 1127年
- 罗格沃洛德·弗谢斯拉维奇 1127年 - 1128年
- 达维德·弗谢斯拉维奇 1128年 - 1129年
- 伊贾斯拉夫·姆斯季斯拉维奇 1129年 - 1132年
- 瓦西里科·斯维亚托斯拉维奇 1132年 - 1144年
- 罗格沃洛德·鲍里索维奇 1144年 - 1151年
- 罗斯季斯拉夫·格列波维奇 1151年 - 1159年
- 罗格沃洛德·鲍里索维奇 1159年 - 1162年
- 弗谢斯拉夫·瓦西里科维奇 1162年 ~ ？
- 弗拉基米尔·瓦西里科维奇 1186年 - 1215年
- 鲍里斯·达维多维奇 1215年 ~ ？
- 斯维亚托斯拉夫·姆斯季斯拉维奇 1222年 - 1232年
- 布里亚奇斯拉夫·瓦西里科维奇 1232年 - 1242年
  - 被立陶宛兼并